# Dynatus
Dynatus Lepeletier de Saint Fargeau, 1845 è un genere di insetti apoidei appartenente alla famiglia Sphecidae.

## Tassonomia
Il genere è formato da 3 specie:
- Dynatus burmeisteri (Burmeister, 1861)
- Dynatus crassipes (Cameron, 1897)
- Dynatus nigripes (Westwood, 1832)